# 希爾斯堡 (卡里亞庫島)
希爾斯堡是格林納達的城市，也是卡里亞庫和小馬提尼克的首府，受熱帶氣候影響，海拔高度6米，是該地區的零售和行政中心，主要經濟活動是旅遊業，1999年人口約1,000。
1. ↑  . Falling Rain.   [2018-07-17]. （原始内容存档于2020-09-29）.